# Durand (Wisconsin)
Durand – miasto w Stanach Zjednoczonych, w stanie Wisconsin, siedziba administracyjna hrabstwa Pepin.